# Nava de Sotrobal
Nava de Sotrobal ist ein Ort und eine westspanische Gemeinde (municipio) in der Provinz Salamanca in der Autonomen Gemeinschaft Kastilien-León. 2024 hatte die Gemeinde 160 Einwohner. Zur Gemeinde gehören neben dem Hauptort Nava de Sotrobal die Ortschaften Sotrobal und Arauzo.

## Geographie
Nava de Sotrobal befindet sich etwa 45 Kilometer ostsüdöstlich vom Stadtzentrum der Provinzhauptstadt Salamanca in einer Höhe von ca. 855 m am Río Almar.

## Bevölkerungsentwicklung
| Jahr      | 1900 | 1920 | 1950 | 1970 | 1981 | 1991 | 2001 | 2011 | 2021 |
| Einwohner | 570  | 604  | 749  | 498  | 333  | 239  | 216  | 190  | 163  |

## Sehenswürdigkeiten
- Michaeliskirche (Iglesia de San Miguel)

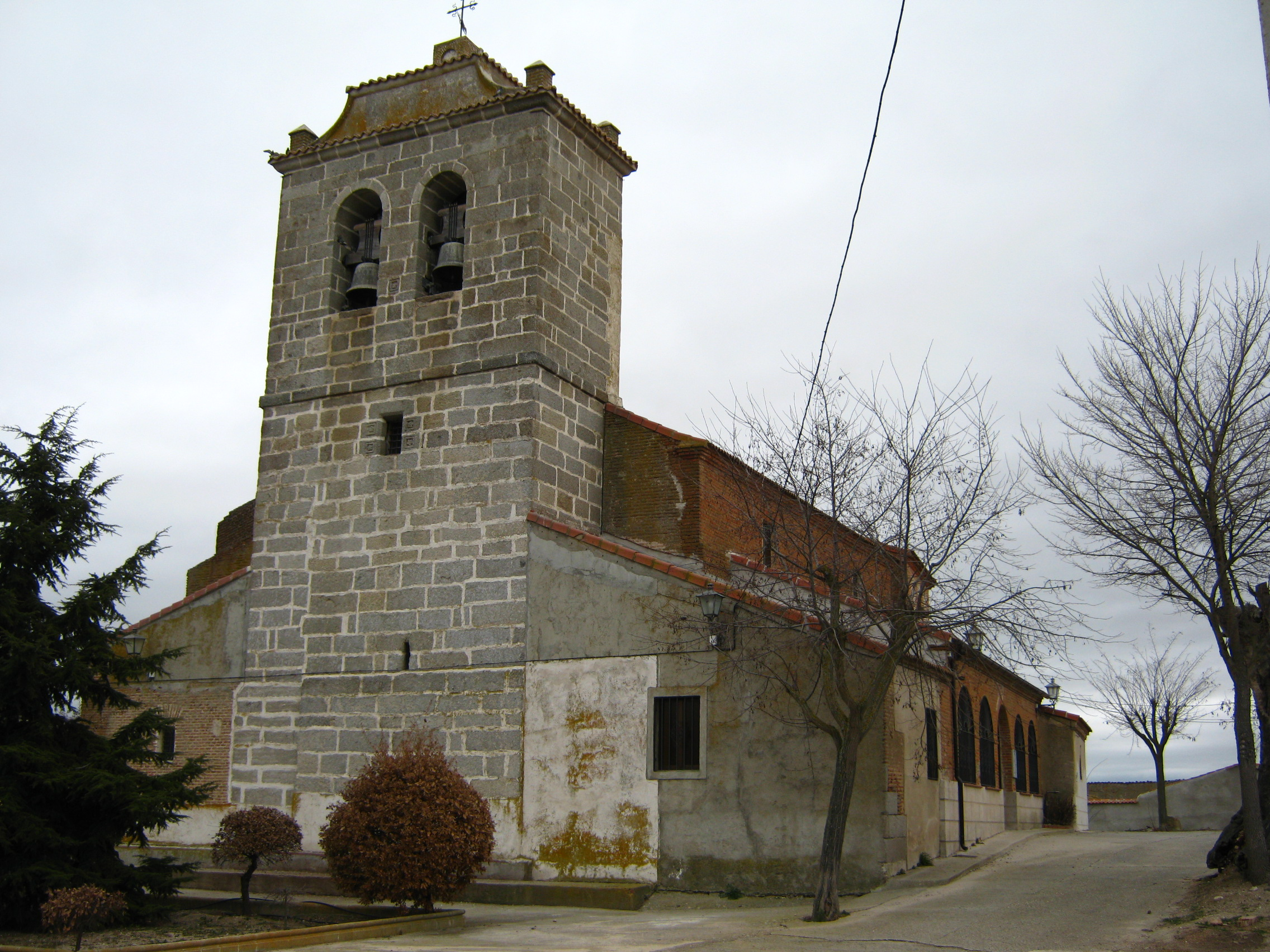
Michaeliskirche